# Éthiophencarbe
L'éthiophencarbe est un insecticide.